# Coupe de l'AFC 2020
Navigation
Édition précédente Édition suivante
La Coupe de l'AFC 2020 est la 17e édition de la seconde plus prestigieuse des compétitions de football inter-clubs asiatiques. Les équipes se sont qualifiées par le biais de leur championnat respectif ou en remportant leur coupe nationale.
Le club libanais Al Ahed FC est le tenant du titre après sa victoire en 2019.
En raison de la pandémie de Covid-19, l'AFC annonce une première vague de reports de matchs dès le 11 février. Le 18 mars, c'est l'ensemble de la compétition qui est reportée à une date ultérieure. Par la suite, le 9 juillet, l'AFC annonce la date du 23 septembre pour le retour au jeu, avec une conclusion de la compétition le 12 décembre. Finalement, le 10 septembre la Coupe de l'AFC est définitivement abandonnée et déclarée nulle le lendemain.

## Participants

### Classements des fédérations
Sur le modèle utilisé depuis l'édition 2017 où le Comité des compétitions de l'AFC recommande un nouveau format pour la Coupe de l'AFC en répartissant les participants en cinq zones (Asie de l'Ouest, Asie centrale, Asie du Sud, ASEAN et Asie de l'Est). Le vainqueur de la zone Ouest et le vainqueur d'un mini-tournoi entre les quatre autres zones se qualifieront pour la finale,.
Les 46 fédérations membres de l'AFC (à l'exception des Îles Mariannes du Nord qui ont un statut de membre associé) sont classées selon les performances de leurs sélections nationales et de leurs clubs au cours des quatre dernières années dans les compétitions organisées par l'AFC. Pour cette édition, c'est le classement du 15 décembre 2017 qui est utilisé.
| Participation à la Coupe de l'AFC 2020 | Participation à la Coupe de l'AFC 2020 |
| -------------------------------------- | -------------------------------------- |
|                                        | Participation                          |
|                                        | Non participation                      |

| Rang  | Rang  | Fédération membre | Points | Places           | Places   | Places               | Places                | Places   |
| Rang  | Rang  | Fédération membre | Points | Phase de groupes | Barrages | Barrages             | Barrages              | Barrages |
| Zone  | AFC   | Fédération membre | Points | Phase de groupes | Barrages | 2e tour préliminaire | 1er tour préliminaire |          |
| ----- | ----- | ----------------- | ------ | ---------------- | -------- | -------------------- | --------------------- | -------- |
| 1     | 16    | Syrie             | 28.983 | 2                | 0        | 0                    | 0                     |          |
| 2     | 18    | Jordanie          | 25.649 | 2                | 0        | 0                    | 0                     |          |
| 3     | 19    | Koweït            | 24.798 | 2                | 0        | 0                    | 0                     |          |
| 4     | 20    | Bahreïn           | 24.337 | 2                | 0        | 0                    | 0                     |          |
| 5     | 22    | Liban             | 21.367 | 2                | 0        | 0                    | 0                     |          |
| 6     | 27    | Oman              | 13.921 | 1                | 1        | 0                    | 0                     |          |
| 7     | 29    | Palestine         | 10.552 | 0                | 1        | 0                    | 0                     |          |
| 8     | 34    | Yémen             | 3.358  | 0                | 0        | 0                    | 0                     |          |
| Total | Total | Total             | Total  | 11               | 2        | 0                    | 0                     |          |
| Total | Total | Total             | Total  | 11               | 2        |                      |                       |          |
| Total | Total | Total             | Total  | 13               |          |                      |                       |          |

| Rang  | Rang  | Fédération membre | Points | Places           | Places   | Places               | Places                | Places   |
| Rang  | Rang  | Fédération membre | Points | Phase de groupes | Barrages | Barrages             | Barrages              | Barrages |
| Zone  | AFC   | Fédération membre | Points | Phase de groupes | Barrages | 2e tour préliminaire | 1er tour préliminaire |          |
| ----- | ----- | ----------------- | ------ | ---------------- | -------- | -------------------- | --------------------- | -------- |
| 1     | 12    | Tadjikistan       | 30.725 | 1                | 1        | 0                    | 0                     |          |
| 2     | 26    | Turkménistan      | 14.163 | 1                | 0        | 1                    | 0                     |          |
| 3     | 31    | Kirghizistan      | 5.680  | 1                | 0        | 1                    | 0                     |          |
| 4     | 37    | Afghanistan       | 2.454  | 0                | 0        | 0                    | 0                     |          |
| Total | Total | Total             | Total  | 3                | 1        | 2                    | 0                     |          |
| Total | Total | Total             | Total  | 3                | 3        |                      |                       |          |
| Total | Total | Total             | Total  | 6                |          |                      |                       |          |

| Rang  | Rang  | Fédération membre | Points | Places           | Places   | Places               | Places                | Places   |
| Rang  | Rang  | Fédération membre | Points | Phase de groupes | Barrages | Barrages             | Barrages              | Barrages |
| Zone  | AFC   | Fédération membre | Points | Phase de groupes | Barrages | 2e tour préliminaire | 1er tour préliminaire |          |
| ----- | ----- | ----------------- | ------ | ---------------- | -------- | -------------------- | --------------------- | -------- |
| 1     | 15    | Inde              | 29.291 | 1                | 0        | 1                    | 0                     |          |
| 2     | 28    | Maldives          | 11.970 | 1                | 0        | 1                    | 0                     |          |
| 3     | 33    | Bangladesh        | 3.365  | 1                | 0        | 1                    | 0                     |          |
| 4     | 38    | Népal             | 1.228  | 0                | 0        | 0                    | 0                     |          |
| 5     | 39    | Bhoutan           | 0.875  | 0                | 0        | 0                    | 1                     |          |
| 6     | 44    | Sri Lanka         | 0.325  | 0                | 0        | 0                    | 1                     |          |
| 7     | 46    | Pakistan          | 0.188  | 0                | 0        | 0                    | 0                     |          |
| Total | Total | Total             | Total  | 3                | 0        | 3                    | 2                     |          |
| Total | Total | Total             | Total  | 3                | 5        |                      |                       |          |
| Total | Total | Total             | Total  | 8                |          |                      |                       |          |

| Rang  | Rang  | Fédération membre | Points | Places           | Places   | Places               | Places                | Places   |
| Rang  | Rang  | Fédération membre | Points | Phase de groupes | Barrages | Barrages             | Barrages              | Barrages |
| Zone  | AFC   | Fédération membre | Points | Phase de groupes | Barrages | 2e tour préliminaire | 1er tour préliminaire |          |
| ----- | ----- | ----------------- | ------ | ---------------- | -------- | -------------------- | --------------------- | -------- |
| 1     | 17    | Viêt Nam          | 27.426 | 2                | 0        | 0                    | 0                     |          |
| 2     | 21    | Philippines       | 21.405 | 2                | 0        | 0                    | 0                     |          |
| 3     | 23    | Singapour         | 17.084 | 2                | 0        | 0                    | 0                     |          |
| 4     | 24    | Indonésie         | 16.871 | 1                | 1        | 0                    | 0                     |          |
| 5     | 25    | Birmanie          | 14.753 | 1                | 1        | 0                    | 0                     |          |
| 6     | 32    | Laos              | 3.439  | 1                | 1        | 0                    | 0                     |          |
| 7     | 35    | Cambodge          | 3.312  | 0                | 1        | 0                    | 0                     |          |
| 8     | 41    | Brunei            | 0.564  | 0                | 1        | 0                    | 0                     |          |
| 9     | 43    | Timor oriental    | 0.401  | 0                | 1        | 0                    | 0                     |          |
| Total | Total | Total             | Total  | 9                | 6        | 0                    | 0                     |          |
| Total | Total | Total             | Total  | 9                | 6        |                      |                       |          |
| Total | Total | Total             | Total  | 15               |          |                      |                       |          |

| Rang  | Rang  | Fédération membre | Points | Places           | Places   | Places               | Places                | Places   |
| Rang  | Rang  | Fédération membre | Points | Phase de groupes | Barrages | Barrages             | Barrages              | Barrages |
| Zone  | AFC   | Fédération membre | Points | Phase de groupes | Barrages | 2e tour préliminaire | 1er tour préliminaire |          |
| ----- | ----- | ----------------- | ------ | ---------------- | -------- | -------------------- | --------------------- | -------- |
| 1     | 14    | Hong Kong         | 29.300 | 1                | 1        | 0                    | 0                     |          |
| 2     | 30    | Corée du Nord     | 7.797  | 0                | 0        | 0                    | 0                     |          |
| 3     | 36    | Taiwan            | 2.769  | 1                | 0        | 1                    | 0                     |          |
| 4     | 40    | Macao             | 0.815  | 1                | 0        | 0                    | 0                     |          |
| 5     | 42    | Guam              | 0.539  | 0                | 0        | 0                    | 0                     |          |
| 6     | 45    | Mongolie          | 0.213  | 0                | 0        | 1                    | 0                     |          |
| Total | Total | Total             | Total  | 3                | 1        | 2                    | 0                     |          |
| Total | Total | Total             | Total  | 3                | 3        |                      |                       |          |
| Total | Total | Total             | Total  | 6                |          |                      |                       |          |

### Équipes participantes
Les 48 équipes suivantes provenant de 28 associations entrent dans la compétition. Les équipes en italique participent aux barrages de la Ligue des champions de l'AFC 2020 mais intègrent directement la phase de groupes de la Coupe de l'AFC si elles échouent à se qualifier en Ligue des champions. Si elles obtiennent leur qualification, elles sont remplacées par une autre équipe de leur fédération.
| Asie de l'ouest | Asie de l'ouest | Asie de l'ouest | Asie de l'ouest | Asie de l'ouest | Asie de l'ouest | Asie de l'ouest | Asie de l'ouest | Asie de l'ouest | Zone ASEAN | Zone ASEAN | Zone ASEAN | Zone ASEAN | Zone ASEAN | Zone ASEAN | Zone ASEAN | Zone ASEAN | Zone ASEAN |
| Phase de groupes | Phase de groupes | Phase de groupes | Phase de groupes | Phase de groupes | Phase de groupes | Phase de groupes | Phase de groupes | Phase de groupes | Phase de groupes | Phase de groupes | Phase de groupes | Phase de groupes | Phase de groupes | Phase de groupes | Phase de groupes | Phase de groupes | Phase de groupes |
| --- | --- | --- | --- | --- | --- | --- | --- | --- | --- | --- | --- | --- | --- | --- | --- | --- | --- |
| - Al Jaish Champion de Syrie en 2018-2019 - Al Wathba Vainqueur de la Coupe de Syrie en 2018-2019 - Al-Faisaly Champion de Jordanie en 2018-2019 - Al-Jazira Vice-champion de Jordanie en 2018-2019 - Koweït SC Champion du Koweït en 2018-2019 et vainqueur de la Coupe du Koweït en 2018-2019 - Qadsia SC Vice-champion du Koweït en 2018-2019 - Al-Riffa Champion de Bahreïn en 2018-2019 et vainqueur de la coupe de Bahreïn en 2018-2019 - Manama Vice-champion de Bahreïn en 2018-2019 - Al Ahed Champion du Liban en 2018-2019 et vainqueur de la coupe du Liban en 2018-2019 - Al-Ansar Vice-champion du Liban en 2018-2019 - Dhofar Champion d'Oman en 2018-2019 | - Al Jaish Champion de Syrie en 2018-2019 - Al Wathba Vainqueur de la Coupe de Syrie en 2018-2019 - Al-Faisaly Champion de Jordanie en 2018-2019 - Al-Jazira Vice-champion de Jordanie en 2018-2019 - Koweït SC Champion du Koweït en 2018-2019 et vainqueur de la Coupe du Koweït en 2018-2019 - Qadsia SC Vice-champion du Koweït en 2018-2019 - Al-Riffa Champion de Bahreïn en 2018-2019 et vainqueur de la coupe de Bahreïn en 2018-2019 - Manama Vice-champion de Bahreïn en 2018-2019 - Al Ahed Champion du Liban en 2018-2019 et vainqueur de la coupe du Liban en 2018-2019 - Al-Ansar Vice-champion du Liban en 2018-2019 - Dhofar Champion d'Oman en 2018-2019 | - Al Jaish Champion de Syrie en 2018-2019 - Al Wathba Vainqueur de la Coupe de Syrie en 2018-2019 - Al-Faisaly Champion de Jordanie en 2018-2019 - Al-Jazira Vice-champion de Jordanie en 2018-2019 - Koweït SC Champion du Koweït en 2018-2019 et vainqueur de la Coupe du Koweït en 2018-2019 - Qadsia SC Vice-champion du Koweït en 2018-2019 - Al-Riffa Champion de Bahreïn en 2018-2019 et vainqueur de la coupe de Bahreïn en 2018-2019 - Manama Vice-champion de Bahreïn en 2018-2019 - Al Ahed Champion du Liban en 2018-2019 et vainqueur de la coupe du Liban en 2018-2019 - Al-Ansar Vice-champion du Liban en 2018-2019 - Dhofar Champion d'Oman en 2018-2019 | - Al Jaish Champion de Syrie en 2018-2019 - Al Wathba Vainqueur de la Coupe de Syrie en 2018-2019 - Al-Faisaly Champion de Jordanie en 2018-2019 - Al-Jazira Vice-champion de Jordanie en 2018-2019 - Koweït SC Champion du Koweït en 2018-2019 et vainqueur de la Coupe du Koweït en 2018-2019 - Qadsia SC Vice-champion du Koweït en 2018-2019 - Al-Riffa Champion de Bahreïn en 2018-2019 et vainqueur de la coupe de Bahreïn en 2018-2019 - Manama Vice-champion de Bahreïn en 2018-2019 - Al Ahed Champion du Liban en 2018-2019 et vainqueur de la coupe du Liban en 2018-2019 - Al-Ansar Vice-champion du Liban en 2018-2019 - Dhofar Champion d'Oman en 2018-2019 | - Al Jaish Champion de Syrie en 2018-2019 - Al Wathba Vainqueur de la Coupe de Syrie en 2018-2019 - Al-Faisaly Champion de Jordanie en 2018-2019 - Al-Jazira Vice-champion de Jordanie en 2018-2019 - Koweït SC Champion du Koweït en 2018-2019 et vainqueur de la Coupe du Koweït en 2018-2019 - Qadsia SC Vice-champion du Koweït en 2018-2019 - Al-Riffa Champion de Bahreïn en 2018-2019 et vainqueur de la coupe de Bahreïn en 2018-2019 - Manama Vice-champion de Bahreïn en 2018-2019 - Al Ahed Champion du Liban en 2018-2019 et vainqueur de la coupe du Liban en 2018-2019 - Al-Ansar Vice-champion du Liban en 2018-2019 - Dhofar Champion d'Oman en 2018-2019 | - Al Jaish Champion de Syrie en 2018-2019 - Al Wathba Vainqueur de la Coupe de Syrie en 2018-2019 - Al-Faisaly Champion de Jordanie en 2018-2019 - Al-Jazira Vice-champion de Jordanie en 2018-2019 - Koweït SC Champion du Koweït en 2018-2019 et vainqueur de la Coupe du Koweït en 2018-2019 - Qadsia SC Vice-champion du Koweït en 2018-2019 - Al-Riffa Champion de Bahreïn en 2018-2019 et vainqueur de la coupe de Bahreïn en 2018-2019 - Manama Vice-champion de Bahreïn en 2018-2019 - Al Ahed Champion du Liban en 2018-2019 et vainqueur de la coupe du Liban en 2018-2019 - Al-Ansar Vice-champion du Liban en 2018-2019 - Dhofar Champion d'Oman en 2018-2019 | - Al Jaish Champion de Syrie en 2018-2019 - Al Wathba Vainqueur de la Coupe de Syrie en 2018-2019 - Al-Faisaly Champion de Jordanie en 2018-2019 - Al-Jazira Vice-champion de Jordanie en 2018-2019 - Koweït SC Champion du Koweït en 2018-2019 et vainqueur de la Coupe du Koweït en 2018-2019 - Qadsia SC Vice-champion du Koweït en 2018-2019 - Al-Riffa Champion de Bahreïn en 2018-2019 et vainqueur de la coupe de Bahreïn en 2018-2019 - Manama Vice-champion de Bahreïn en 2018-2019 - Al Ahed Champion du Liban en 2018-2019 et vainqueur de la coupe du Liban en 2018-2019 - Al-Ansar Vice-champion du Liban en 2018-2019 - Dhofar Champion d'Oman en 2018-2019 | - Al Jaish Champion de Syrie en 2018-2019 - Al Wathba Vainqueur de la Coupe de Syrie en 2018-2019 - Al-Faisaly Champion de Jordanie en 2018-2019 - Al-Jazira Vice-champion de Jordanie en 2018-2019 - Koweït SC Champion du Koweït en 2018-2019 et vainqueur de la Coupe du Koweït en 2018-2019 - Qadsia SC Vice-champion du Koweït en 2018-2019 - Al-Riffa Champion de Bahreïn en 2018-2019 et vainqueur de la coupe de Bahreïn en 2018-2019 - Manama Vice-champion de Bahreïn en 2018-2019 - Al Ahed Champion du Liban en 2018-2019 et vainqueur de la coupe du Liban en 2018-2019 - Al-Ansar Vice-champion du Liban en 2018-2019 - Dhofar Champion d'Oman en 2018-2019 | - Al Jaish Champion de Syrie en 2018-2019 - Al Wathba Vainqueur de la Coupe de Syrie en 2018-2019 - Al-Faisaly Champion de Jordanie en 2018-2019 - Al-Jazira Vice-champion de Jordanie en 2018-2019 - Koweït SC Champion du Koweït en 2018-2019 et vainqueur de la Coupe du Koweït en 2018-2019 - Qadsia SC Vice-champion du Koweït en 2018-2019 - Al-Riffa Champion de Bahreïn en 2018-2019 et vainqueur de la coupe de Bahreïn en 2018-2019 - Manama Vice-champion de Bahreïn en 2018-2019 - Al Ahed Champion du Liban en 2018-2019 et vainqueur de la coupe du Liban en 2018-2019 - Al-Ansar Vice-champion du Liban en 2018-2019 - Dhofar Champion d'Oman en 2018-2019 | - Hô Chi Minh-Ville FC Vice-champion du Viêt Nam en 2019 - Than Quảng Ninh Troisième du Viêt Nam en 2019 - Ceres-Negros Champion des Philippines en 2019 et vainqueur de la Coupe des Philippines en 2019 - Kaya FC Vice-champion des Philippines en 2019 - Tampines Rovers Vice-champion de Singapour en 2019 et vainqueur de la Coupe de Singapour en 2019 - Hougang United Troisième de Singapour en 2019 - Bali United Champion d'Indonésie en 2019 - Shan United Champion de Birmanie en 2019 - Lao Toyota Champion du Laos en 2019 et vainqueur de la Coupe du Laos en 2019 | - Hô Chi Minh-Ville FC Vice-champion du Viêt Nam en 2019 - Than Quảng Ninh Troisième du Viêt Nam en 2019 - Ceres-Negros Champion des Philippines en 2019 et vainqueur de la Coupe des Philippines en 2019 - Kaya FC Vice-champion des Philippines en 2019 - Tampines Rovers Vice-champion de Singapour en 2019 et vainqueur de la Coupe de Singapour en 2019 - Hougang United Troisième de Singapour en 2019 - Bali United Champion d'Indonésie en 2019 - Shan United Champion de Birmanie en 2019 - Lao Toyota Champion du Laos en 2019 et vainqueur de la Coupe du Laos en 2019 | - Hô Chi Minh-Ville FC Vice-champion du Viêt Nam en 2019 - Than Quảng Ninh Troisième du Viêt Nam en 2019 - Ceres-Negros Champion des Philippines en 2019 et vainqueur de la Coupe des Philippines en 2019 - Kaya FC Vice-champion des Philippines en 2019 - Tampines Rovers Vice-champion de Singapour en 2019 et vainqueur de la Coupe de Singapour en 2019 - Hougang United Troisième de Singapour en 2019 - Bali United Champion d'Indonésie en 2019 - Shan United Champion de Birmanie en 2019 - Lao Toyota Champion du Laos en 2019 et vainqueur de la Coupe du Laos en 2019 | - Hô Chi Minh-Ville FC Vice-champion du Viêt Nam en 2019 - Than Quảng Ninh Troisième du Viêt Nam en 2019 - Ceres-Negros Champion des Philippines en 2019 et vainqueur de la Coupe des Philippines en 2019 - Kaya FC Vice-champion des Philippines en 2019 - Tampines Rovers Vice-champion de Singapour en 2019 et vainqueur de la Coupe de Singapour en 2019 - Hougang United Troisième de Singapour en 2019 - Bali United Champion d'Indonésie en 2019 - Shan United Champion de Birmanie en 2019 - Lao Toyota Champion du Laos en 2019 et vainqueur de la Coupe du Laos en 2019 | - Hô Chi Minh-Ville FC Vice-champion du Viêt Nam en 2019 - Than Quảng Ninh Troisième du Viêt Nam en 2019 - Ceres-Negros Champion des Philippines en 2019 et vainqueur de la Coupe des Philippines en 2019 - Kaya FC Vice-champion des Philippines en 2019 - Tampines Rovers Vice-champion de Singapour en 2019 et vainqueur de la Coupe de Singapour en 2019 - Hougang United Troisième de Singapour en 2019 - Bali United Champion d'Indonésie en 2019 - Shan United Champion de Birmanie en 2019 - Lao Toyota Champion du Laos en 2019 et vainqueur de la Coupe du Laos en 2019 | - Hô Chi Minh-Ville FC Vice-champion du Viêt Nam en 2019 - Than Quảng Ninh Troisième du Viêt Nam en 2019 - Ceres-Negros Champion des Philippines en 2019 et vainqueur de la Coupe des Philippines en 2019 - Kaya FC Vice-champion des Philippines en 2019 - Tampines Rovers Vice-champion de Singapour en 2019 et vainqueur de la Coupe de Singapour en 2019 - Hougang United Troisième de Singapour en 2019 - Bali United Champion d'Indonésie en 2019 - Shan United Champion de Birmanie en 2019 - Lao Toyota Champion du Laos en 2019 et vainqueur de la Coupe du Laos en 2019 | - Hô Chi Minh-Ville FC Vice-champion du Viêt Nam en 2019 - Than Quảng Ninh Troisième du Viêt Nam en 2019 - Ceres-Negros Champion des Philippines en 2019 et vainqueur de la Coupe des Philippines en 2019 - Kaya FC Vice-champion des Philippines en 2019 - Tampines Rovers Vice-champion de Singapour en 2019 et vainqueur de la Coupe de Singapour en 2019 - Hougang United Troisième de Singapour en 2019 - Bali United Champion d'Indonésie en 2019 - Shan United Champion de Birmanie en 2019 - Lao Toyota Champion du Laos en 2019 et vainqueur de la Coupe du Laos en 2019 | - Hô Chi Minh-Ville FC Vice-champion du Viêt Nam en 2019 - Than Quảng Ninh Troisième du Viêt Nam en 2019 - Ceres-Negros Champion des Philippines en 2019 et vainqueur de la Coupe des Philippines en 2019 - Kaya FC Vice-champion des Philippines en 2019 - Tampines Rovers Vice-champion de Singapour en 2019 et vainqueur de la Coupe de Singapour en 2019 - Hougang United Troisième de Singapour en 2019 - Bali United Champion d'Indonésie en 2019 - Shan United Champion de Birmanie en 2019 - Lao Toyota Champion du Laos en 2019 et vainqueur de la Coupe du Laos en 2019 | - Hô Chi Minh-Ville FC Vice-champion du Viêt Nam en 2019 - Than Quảng Ninh Troisième du Viêt Nam en 2019 - Ceres-Negros Champion des Philippines en 2019 et vainqueur de la Coupe des Philippines en 2019 - Kaya FC Vice-champion des Philippines en 2019 - Tampines Rovers Vice-champion de Singapour en 2019 et vainqueur de la Coupe de Singapour en 2019 - Hougang United Troisième de Singapour en 2019 - Bali United Champion d'Indonésie en 2019 - Shan United Champion de Birmanie en 2019 - Lao Toyota Champion du Laos en 2019 et vainqueur de la Coupe du Laos en 2019 |
| Tour de barrages | | | | | | | | | | | | | | | | | |
| - Sur Vainqueur de la Coupe d'Oman en 2018-2019 - Hilal Al-Quds Champion de Palestine en 2018-2019 | - Sur Vainqueur de la Coupe d'Oman en 2018-2019 - Hilal Al-Quds Champion de Palestine en 2018-2019 | - Sur Vainqueur de la Coupe d'Oman en 2018-2019 - Hilal Al-Quds Champion de Palestine en 2018-2019 | - Sur Vainqueur de la Coupe d'Oman en 2018-2019 - Hilal Al-Quds Champion de Palestine en 2018-2019 | - Sur Vainqueur de la Coupe d'Oman en 2018-2019 - Hilal Al-Quds Champion de Palestine en 2018-2019 | - Sur Vainqueur de la Coupe d'Oman en 2018-2019 - Hilal Al-Quds Champion de Palestine en 2018-2019 | - Sur Vainqueur de la Coupe d'Oman en 2018-2019 - Hilal Al-Quds Champion de Palestine en 2018-2019 | - Sur Vainqueur de la Coupe d'Oman en 2018-2019 - Hilal Al-Quds Champion de Palestine en 2018-2019 | - Sur Vainqueur de la Coupe d'Oman en 2018-2019 - Hilal Al-Quds Champion de Palestine en 2018-2019 | - PSM Makassar Vainqueur de la Coupe d'Indonésie en 2018-2019 - Yangon United Vainqueur de la Coupe de Birmanie en 2019 - Master 7 Vice-champion du Laos en 2019 - Preah Khan Reach Champion du Cambodge en 2019 - Indera SC Quatrième du Brunei en 2018-2019 - Lalenok United Champion du Timor oriental en 2019 | - PSM Makassar Vainqueur de la Coupe d'Indonésie en 2018-2019 - Yangon United Vainqueur de la Coupe de Birmanie en 2019 - Master 7 Vice-champion du Laos en 2019 - Preah Khan Reach Champion du Cambodge en 2019 - Indera SC Quatrième du Brunei en 2018-2019 - Lalenok United Champion du Timor oriental en 2019 | - PSM Makassar Vainqueur de la Coupe d'Indonésie en 2018-2019 - Yangon United Vainqueur de la Coupe de Birmanie en 2019 - Master 7 Vice-champion du Laos en 2019 - Preah Khan Reach Champion du Cambodge en 2019 - Indera SC Quatrième du Brunei en 2018-2019 - Lalenok United Champion du Timor oriental en 2019 | - PSM Makassar Vainqueur de la Coupe d'Indonésie en 2018-2019 - Yangon United Vainqueur de la Coupe de Birmanie en 2019 - Master 7 Vice-champion du Laos en 2019 - Preah Khan Reach Champion du Cambodge en 2019 - Indera SC Quatrième du Brunei en 2018-2019 - Lalenok United Champion du Timor oriental en 2019 | - PSM Makassar Vainqueur de la Coupe d'Indonésie en 2018-2019 - Yangon United Vainqueur de la Coupe de Birmanie en 2019 - Master 7 Vice-champion du Laos en 2019 - Preah Khan Reach Champion du Cambodge en 2019 - Indera SC Quatrième du Brunei en 2018-2019 - Lalenok United Champion du Timor oriental en 2019 | - PSM Makassar Vainqueur de la Coupe d'Indonésie en 2018-2019 - Yangon United Vainqueur de la Coupe de Birmanie en 2019 - Master 7 Vice-champion du Laos en 2019 - Preah Khan Reach Champion du Cambodge en 2019 - Indera SC Quatrième du Brunei en 2018-2019 - Lalenok United Champion du Timor oriental en 2019 | - PSM Makassar Vainqueur de la Coupe d'Indonésie en 2018-2019 - Yangon United Vainqueur de la Coupe de Birmanie en 2019 - Master 7 Vice-champion du Laos en 2019 - Preah Khan Reach Champion du Cambodge en 2019 - Indera SC Quatrième du Brunei en 2018-2019 - Lalenok United Champion du Timor oriental en 2019 | - PSM Makassar Vainqueur de la Coupe d'Indonésie en 2018-2019 - Yangon United Vainqueur de la Coupe de Birmanie en 2019 - Master 7 Vice-champion du Laos en 2019 - Preah Khan Reach Champion du Cambodge en 2019 - Indera SC Quatrième du Brunei en 2018-2019 - Lalenok United Champion du Timor oriental en 2019 | - PSM Makassar Vainqueur de la Coupe d'Indonésie en 2018-2019 - Yangon United Vainqueur de la Coupe de Birmanie en 2019 - Master 7 Vice-champion du Laos en 2019 - Preah Khan Reach Champion du Cambodge en 2019 - Indera SC Quatrième du Brunei en 2018-2019 - Lalenok United Champion du Timor oriental en 2019 |

| Asie centrale | Asie centrale | Asie centrale | Asie centrale | Asie centrale | Asie centrale | Asie centrale | Asie centrale | Asie centrale | Asie du Sud | Asie du Sud | Asie du Sud | Asie du Sud | Asie du Sud | Asie du Sud | Asie du Sud | Asie du Sud | Asie du Sud | Asie de l'Est | Asie de l'Est | Asie de l'Est | Asie de l'Est | Asie de l'Est | Asie de l'Est | Asie de l'Est | Asie de l'Est | Asie de l'Est |
| Phase de groupes | Phase de groupes | Phase de groupes | Phase de groupes | Phase de groupes | Phase de groupes | Phase de groupes | Phase de groupes | Phase de groupes | Phase de groupes | Phase de groupes | Phase de groupes | Phase de groupes | Phase de groupes | Phase de groupes | Phase de groupes | Phase de groupes | Phase de groupes | Phase de groupes | Phase de groupes | Phase de groupes | Phase de groupes | Phase de groupes | Phase de groupes | Phase de groupes | Phase de groupes | Phase de groupes |
| --- | --- | --- | --- | --- | --- | --- | --- | --- | --- | --- | --- | --- | --- | --- | --- | --- | --- | --- | --- | --- | --- | --- | --- | --- | --- | --- |
| - Istiqlol Douchanbé Champion du Tadjikistan en 2019 et vainqueur de la Coupe du Tadjikistan en 2019 - FK Altyn Asyr Champion du Turkménistan en 2019 et vainqueur de la Coupe du Turkménistan en 2019 - Dordoi Bichkek Champion du Kirghizistan en 2019 | - Istiqlol Douchanbé Champion du Tadjikistan en 2019 et vainqueur de la Coupe du Tadjikistan en 2019 - FK Altyn Asyr Champion du Turkménistan en 2019 et vainqueur de la Coupe du Turkménistan en 2019 - Dordoi Bichkek Champion du Kirghizistan en 2019 | - Istiqlol Douchanbé Champion du Tadjikistan en 2019 et vainqueur de la Coupe du Tadjikistan en 2019 - FK Altyn Asyr Champion du Turkménistan en 2019 et vainqueur de la Coupe du Turkménistan en 2019 - Dordoi Bichkek Champion du Kirghizistan en 2019 | - Istiqlol Douchanbé Champion du Tadjikistan en 2019 et vainqueur de la Coupe du Tadjikistan en 2019 - FK Altyn Asyr Champion du Turkménistan en 2019 et vainqueur de la Coupe du Turkménistan en 2019 - Dordoi Bichkek Champion du Kirghizistan en 2019 | - Istiqlol Douchanbé Champion du Tadjikistan en 2019 et vainqueur de la Coupe du Tadjikistan en 2019 - FK Altyn Asyr Champion du Turkménistan en 2019 et vainqueur de la Coupe du Turkménistan en 2019 - Dordoi Bichkek Champion du Kirghizistan en 2019 | - Istiqlol Douchanbé Champion du Tadjikistan en 2019 et vainqueur de la Coupe du Tadjikistan en 2019 - FK Altyn Asyr Champion du Turkménistan en 2019 et vainqueur de la Coupe du Turkménistan en 2019 - Dordoi Bichkek Champion du Kirghizistan en 2019 | - Istiqlol Douchanbé Champion du Tadjikistan en 2019 et vainqueur de la Coupe du Tadjikistan en 2019 - FK Altyn Asyr Champion du Turkménistan en 2019 et vainqueur de la Coupe du Turkménistan en 2019 - Dordoi Bichkek Champion du Kirghizistan en 2019 | - Istiqlol Douchanbé Champion du Tadjikistan en 2019 et vainqueur de la Coupe du Tadjikistan en 2019 - FK Altyn Asyr Champion du Turkménistan en 2019 et vainqueur de la Coupe du Turkménistan en 2019 - Dordoi Bichkek Champion du Kirghizistan en 2019 | - Istiqlol Douchanbé Champion du Tadjikistan en 2019 et vainqueur de la Coupe du Tadjikistan en 2019 - FK Altyn Asyr Champion du Turkménistan en 2019 et vainqueur de la Coupe du Turkménistan en 2019 - Dordoi Bichkek Champion du Kirghizistan en 2019 | - Chennaiyin FC Champion d'Inde en 2018-2019 - TC Sport Champion des Maldives en 2018 - Bashundhara Kings Champion du Bangladesh en 2019                              | - Chennaiyin FC Champion d'Inde en 2018-2019 - TC Sport Champion des Maldives en 2018 - Bashundhara Kings Champion du Bangladesh en 2019                              | - Chennaiyin FC Champion d'Inde en 2018-2019 - TC Sport Champion des Maldives en 2018 - Bashundhara Kings Champion du Bangladesh en 2019                              | - Chennaiyin FC Champion d'Inde en 2018-2019 - TC Sport Champion des Maldives en 2018 - Bashundhara Kings Champion du Bangladesh en 2019                              | - Chennaiyin FC Champion d'Inde en 2018-2019 - TC Sport Champion des Maldives en 2018 - Bashundhara Kings Champion du Bangladesh en 2019                              | - Chennaiyin FC Champion d'Inde en 2018-2019 - TC Sport Champion des Maldives en 2018 - Bashundhara Kings Champion du Bangladesh en 2019                              | - Chennaiyin FC Champion d'Inde en 2018-2019 - TC Sport Champion des Maldives en 2018 - Bashundhara Kings Champion du Bangladesh en 2019                              | - Chennaiyin FC Champion d'Inde en 2018-2019 - TC Sport Champion des Maldives en 2018 - Bashundhara Kings Champion du Bangladesh en 2019                              | - Chennaiyin FC Champion d'Inde en 2018-2019 - TC Sport Champion des Maldives en 2018 - Bashundhara Kings Champion du Bangladesh en 2019                              | - Kitchee SC Vainqueur de la Coupe de Hong Kong en 2018-2019 - Tatung FC Champion de Taïwan en 2019 - Chao Pak Kei Champion du Macao en 2019 | - Kitchee SC Vainqueur de la Coupe de Hong Kong en 2018-2019 - Tatung FC Champion de Taïwan en 2019 - Chao Pak Kei Champion du Macao en 2019 | - Kitchee SC Vainqueur de la Coupe de Hong Kong en 2018-2019 - Tatung FC Champion de Taïwan en 2019 - Chao Pak Kei Champion du Macao en 2019 | - Kitchee SC Vainqueur de la Coupe de Hong Kong en 2018-2019 - Tatung FC Champion de Taïwan en 2019 - Chao Pak Kei Champion du Macao en 2019 | - Kitchee SC Vainqueur de la Coupe de Hong Kong en 2018-2019 - Tatung FC Champion de Taïwan en 2019 - Chao Pak Kei Champion du Macao en 2019 | - Kitchee SC Vainqueur de la Coupe de Hong Kong en 2018-2019 - Tatung FC Champion de Taïwan en 2019 - Chao Pak Kei Champion du Macao en 2019 | - Kitchee SC Vainqueur de la Coupe de Hong Kong en 2018-2019 - Tatung FC Champion de Taïwan en 2019 - Chao Pak Kei Champion du Macao en 2019 | - Kitchee SC Vainqueur de la Coupe de Hong Kong en 2018-2019 - Tatung FC Champion de Taïwan en 2019 - Chao Pak Kei Champion du Macao en 2019 | - Kitchee SC Vainqueur de la Coupe de Hong Kong en 2018-2019 - Tatung FC Champion de Taïwan en 2019 - Chao Pak Kei Champion du Macao en 2019 |
| Tour de barrages | | | | | | | | | | | | | | | | | | | | | | | | | | |
| - FK Khodjent Vice-champion du Tadjikistan en 2019 | - FK Khodjent Vice-champion du Tadjikistan en 2019 | - FK Khodjent Vice-champion du Tadjikistan en 2019 | - FK Khodjent Vice-champion du Tadjikistan en 2019 | - FK Khodjent Vice-champion du Tadjikistan en 2019 | - FK Khodjent Vice-champion du Tadjikistan en 2019 | - FK Khodjent Vice-champion du Tadjikistan en 2019 | - FK Khodjent Vice-champion du Tadjikistan en 2019 | - FK Khodjent Vice-champion du Tadjikistan en 2019 | | | | | | | | | | - Taiwan Power Company Vice-champion de Taïwan en 2019 - Ulaanbaatar City Champion de Mongolie en 2019                                       | - Taiwan Power Company Vice-champion de Taïwan en 2019 - Ulaanbaatar City Champion de Mongolie en 2019                                       | - Taiwan Power Company Vice-champion de Taïwan en 2019 - Ulaanbaatar City Champion de Mongolie en 2019                                       | - Taiwan Power Company Vice-champion de Taïwan en 2019 - Ulaanbaatar City Champion de Mongolie en 2019                                       | - Taiwan Power Company Vice-champion de Taïwan en 2019 - Ulaanbaatar City Champion de Mongolie en 2019                                       | - Taiwan Power Company Vice-champion de Taïwan en 2019 - Ulaanbaatar City Champion de Mongolie en 2019                                       | - Taiwan Power Company Vice-champion de Taïwan en 2019 - Ulaanbaatar City Champion de Mongolie en 2019                                       | - Taiwan Power Company Vice-champion de Taïwan en 2019 - Ulaanbaatar City Champion de Mongolie en 2019                                       | - Taiwan Power Company Vice-champion de Taïwan en 2019 - Ulaanbaatar City Champion de Mongolie en 2019                                       |
| Deuxième tour préliminaire | | | | | | | | | | | | | | | | | | | | | | | | | | |
| - FK Ahal Änew Vice-champion du Turkménistan en 2019 - FC Neftchi Kotchkor-Ata Vainqueur de la Coupe du Kirghizistan en 2019 | - FK Ahal Änew Vice-champion du Turkménistan en 2019 - FC Neftchi Kotchkor-Ata Vainqueur de la Coupe du Kirghizistan en 2019 | - FK Ahal Änew Vice-champion du Turkménistan en 2019 - FC Neftchi Kotchkor-Ata Vainqueur de la Coupe du Kirghizistan en 2019 | - FK Ahal Änew Vice-champion du Turkménistan en 2019 - FC Neftchi Kotchkor-Ata Vainqueur de la Coupe du Kirghizistan en 2019 | - FK Ahal Änew Vice-champion du Turkménistan en 2019 - FC Neftchi Kotchkor-Ata Vainqueur de la Coupe du Kirghizistan en 2019 | - FK Ahal Änew Vice-champion du Turkménistan en 2019 - FC Neftchi Kotchkor-Ata Vainqueur de la Coupe du Kirghizistan en 2019 | - FK Ahal Änew Vice-champion du Turkménistan en 2019 - FC Neftchi Kotchkor-Ata Vainqueur de la Coupe du Kirghizistan en 2019 | - FK Ahal Änew Vice-champion du Turkménistan en 2019 - FC Neftchi Kotchkor-Ata Vainqueur de la Coupe du Kirghizistan en 2019 | - FK Ahal Änew Vice-champion du Turkménistan en 2019 - FC Neftchi Kotchkor-Ata Vainqueur de la Coupe du Kirghizistan en 2019 | - Bengaluru FC Champion de l'Indian Super League en 2018-2019 - Maziya Vice-champion des Maldives en 2018 - Abahani Limited Dhaka Vice-champion du Bangladesh en 2019 | - Bengaluru FC Champion de l'Indian Super League en 2018-2019 - Maziya Vice-champion des Maldives en 2018 - Abahani Limited Dhaka Vice-champion du Bangladesh en 2019 | - Bengaluru FC Champion de l'Indian Super League en 2018-2019 - Maziya Vice-champion des Maldives en 2018 - Abahani Limited Dhaka Vice-champion du Bangladesh en 2019 | - Bengaluru FC Champion de l'Indian Super League en 2018-2019 - Maziya Vice-champion des Maldives en 2018 - Abahani Limited Dhaka Vice-champion du Bangladesh en 2019 | - Bengaluru FC Champion de l'Indian Super League en 2018-2019 - Maziya Vice-champion des Maldives en 2018 - Abahani Limited Dhaka Vice-champion du Bangladesh en 2019 | - Bengaluru FC Champion de l'Indian Super League en 2018-2019 - Maziya Vice-champion des Maldives en 2018 - Abahani Limited Dhaka Vice-champion du Bangladesh en 2019 | - Bengaluru FC Champion de l'Indian Super League en 2018-2019 - Maziya Vice-champion des Maldives en 2018 - Abahani Limited Dhaka Vice-champion du Bangladesh en 2019 | - Bengaluru FC Champion de l'Indian Super League en 2018-2019 - Maziya Vice-champion des Maldives en 2018 - Abahani Limited Dhaka Vice-champion du Bangladesh en 2019 | - Bengaluru FC Champion de l'Indian Super League en 2018-2019 - Maziya Vice-champion des Maldives en 2018 - Abahani Limited Dhaka Vice-champion du Bangladesh en 2019 | | | | | | | | | |
| Premier tour préliminaire | | | | | | | | | | | | | | | | | | | | | | | | | | |
| | | | | | | | | | - Paro FC Champion du Bhoutan en 2019 - Defenders FC Champion du Sri Lanka en 2018-2019                                                                               | | | | | | | | | | | | | | | | | |

## Calendrier
Le calendrier initial de la compétition est le suivant. Ce dernier étant différent selon les zones géographiques, C sera utilisé pour l'Asie centrale, O pour l'Asie de l'Ouest, A pour la zone ASEAN, S pour l'Asie du Sud et E pour l'Asie de l'Est.
| Nom                                                         | Tirage au sort     | Date aller | Date retour                            | Équipes participantes | Équipes restantes  |
| Phase préliminaire                                          | Phase préliminaire | Phase préliminaire | Phase préliminaire                     | Phase préliminaire    | Phase préliminaire |
| ----------------------------------------------------------- | ------------------ | --- | -------------------------------------- | --------------------- | ------------------ |
| Premier tour préliminaire                                   |                    | 22 janvier (S) | 29 janvier (S)                         | 2                     | 1                  |
| Deuxième tour préliminaire                                  |                    | 5 février (C, S) | 12 février (C, S)                      | 6                     | 3                  |
| Tour de barrages                                            |                    | 21-22 janvier (O, A) 19 février (C, S)                                                                                            | 28-29 janvier (O, A) 26 février (C, S) | 14                    | 7                  |
| Phase de groupes                                            |                    | |                                        |                       |                    |
| Journée 1 Journée 2 Journée 3 Journée 4 Journée 5 Journée 6 | 10 décembre 2019   | 10-12 février (O, A), 11 mars (C, S), Annulé (E) 24-26 février (O, A), Annulé (C, S, E) 9-11 mars (A), Annulé (O, C, S, E) Annulé |                                        | 36                    | 36 à 11            |
| Phase finale                                                |                    | |                                        |                       |                    |
| Demi-finales de zone                                        | Annulé             | Annulé | Annulé                                 | 8                     | 8 à 4              |
| Finales de zone                                             | Annulé             | Annulé | Annulé                                 | 4                     | 4 à 2              |
| Demi-finales inter-zones                                    | Annulé             | Annulé | Annulé                                 | 4                     | 4 à 2              |
| Finale inter-zones                                          | Annulé             | Annulé | Annulé                                 | 2                     | 2 à 1              |
| Finale                                                      | Annulé             | Annulé | Annulé                                 | 2                     | 2 à 1              |

## Résultats

### Phase préliminaire

#### Premier tour préliminaire
Asie du Sud
| Équipe 1     | Résultat | Équipe 2 | Aller | Retour |
| ------------ | -------- | -------- | ----- | ------ |
| Defenders FC | 5-5      | Paro FC  | 3-3   | 2-2    |

#### Deuxième tour préliminaire
Asie centrale
| Équipe 1                | Résultat | Équipe 2     | Aller       | Retour |
| ----------------------- | -------- | ------------ | ----------- | ------ |
| FC Neftchi Kotchkor-Ata | Forfait  | FK Ahal Änew | [ note 12 ] | 0      |

Asie du Sud
| Équipe 1              | Résultat | Équipe 2     | Aller | Retour |
| --------------------- | -------- | ------------ | ----- | ------ |
| Paro FC               | 1-10     | Bengaluru FC | 0-1   | 1-9    |
| Abahani Limited Dhaka | 2-2      | Maziya       | 2-2   | 0-0    |

### Barrages
Asie de l'Ouest
| Équipe 1      | Résultat | Équipe 2 | Aller | Retour |
| ------------- | -------- | -------- | ----- | ------ |
| Hilal Al-Quds | 2-0      | Sur      | 2-0   | 0-0    |

Asie centrale
| Équipe 1                | Résultat | Équipe 2    | Aller | Retour    |
| ----------------------- | -------- | ----------- | ----- | --------- |
| FK Neftchi Kotchkor-Ata | 1-4      | FK Khodjent | 1-1   | 0-3 a. p. |

Asie du Sud
| Équipe 1 | Résultat      | Équipe 2     | Aller | Retour    |
| -------- | ------------- | ------------ | ----- | --------- |
| Maziya   | 4-4 (4-3) tab | Bengaluru FC | 2-1   | 2-3 a. p. |

ASEAN
| Équipe 1         | Résultat | Équipe 2      | Aller | Retour |
| ---------------- | -------- | ------------- | ----- | ------ |
| Lalenok United   | 2-7      | PSM Makassar  | 1-4   | 1-3    |
| Indera SC        | 2-9      | Yangon United | 1-6   | 1-3    |
| Preah Khan Reach | 7-1      | Master 7      | 4-1   | 3-0    |

Asie de l'Est
| Équipe 1                | Résultat | Équipe 2            | Aller | Retour |
| ----------------------- | -------- | ------------------- | ----- | ------ |
| Taiwan Power Company FC | Annulé   | Ulaanbaatar City FC | 0     | 0      |

### Phase de groupes
Le tirage au sort pour la phase de groupes se tient le 10 décembre 2019. Les 36 équipes participantes sont réparties en neuf groupes de quatre : trois groupes pour les zones Ouest (A-B-C) et ASEAN (F-G-H) et un groupe pour chacune des autres zones, à savoir l'Asie centrale (D), l'Asie du Sud (E) et l'Asie de l'Est (I).
- Les vainqueurs et le meilleur second des groupes des zones Ouest et ASEAN se qualifient pour les demi-finales de zone.
- Les vainqueurs des groupes Asie centrale, Asie du Sud et Asie de l'Est se qualifient pour les demi-finales inter-zones.

Légende des résultats
- Victoire à domicile
- Match nul
- Victoire à l'extérieur

#### Groupe A
| Rang | Équipe        | Pts | J | G | N | P | Bp | Bc | Diff |  | Résultats (▼ dom., ► ext.) |     |     |     |     |
| ---- | ------------- | --- | - | - | - | - | -- | -- | ---- |  | -------------------------- | --- | --- | --- | --- |
| 1    | Al Jaish      | 4   | 2 | 1 | 1 | 0 | 1  | 0  | +1   |  | Al Jaish                   |     | 0-0 | -   | -   |
| 2    | Manama        | 4   | 2 | 1 | 1 | 0 | 1  | 0  | +1   |  | Manama                     | -   |     | 1-0 | -   |
| 3    | Al Ahed       | 3   | 2 | 1 | 0 | 1 | 2  | 2  | 0    |  | Al Ahed                    | -   | -   |     | 2-1 |
| 4    | Hilal Al-Quds | 0   | 2 | 0 | 0 | 2 | 1  | 3  | -2   |  | Hilal Al-Quds              | 0-1 | -   | -   |     |

#### Groupe B
| Rang | Équipe         | Pts | J | G | N | P | Bp | Bc | Diff |  | Résultats (▼ dom., ► ext.) |     |     |     |     |
| ---- | -------------- | --- | - | - | - | - | -- | -- | ---- |  | -------------------------- | --- | --- | --- | --- |
| 1    | Koweït SC      | 4   | 2 | 1 | 1 | 0 | 1  | 0  | +1   |  | Koweït SC                  |     | 1-0 | -   | -   |
| 2    | Al-Ansar       | 3   | 2 | 1 | 0 | 1 | 4  | 4  | 0    |  | Al-Ansar                   | -   |     | -   | 4-3 |
| 3    | Al Wathba Homs | 2   | 2 | 0 | 2 | 0 | 0  | 0  | 0    |  | Al Wathba Homs             | 0-0 | -   |     | -   |
| 4    | Al-Faisaly     | 1   | 2 | 0 | 1 | 1 | 3  | 4  | -1   |  | Al-Faisaly                 | -   | -   | 0-0 |     |

#### Groupe C
| Rang | Équipe    | Pts | J | G | N | P | Bp | Bc | Diff |  | Résultats (▼ dom., ► ext.) |     |   |     |     |
| ---- | --------- | --- | - | - | - | - | -- | -- | ---- |  | -------------------------- | --- | - | --- | --- |
| 1    | Qadsia SC | 3   | 1 | 1 | 0 | 0 | 2  | 1  | +1   |  | Qadsia SC                  |     | - | -   | -   |
| 2    | Dhofar    | 3   | 1 | 1 | 0 | 0 | 1  | 0  | +1   |  | Dhofar                     | -   |   | -   | 1-0 |
| 3    | Al-Riffa  | 3   | 2 | 1 | 0 | 1 | 3  | 2  | +1   |  | Al-Riffa                   | 1-2 | - |     | -   |
| 4    | Al-Jazira | 0   | 2 | 0 | 0 | 2 | 3  | 3  | 0    |  | Al-Jazira                  | -   | - | 0-2 |     |

#### Groupe D
| Rang | Équipe             | Pts | J | G | N | P | Bp | Bc | Diff |  | Résultats (▼ dom., ► ext.) |   |   |   |     |
| ---- | ------------------ | --- | - | - | - | - | -- | -- | ---- |  | -------------------------- | - | - | - | --- |
| 1    | Istiqlol Douchanbé | 3   | 1 | 1 | 0 | 0 | 2  | 0  | +2   |  | Istiqlol Douchanbé         |   | - | - | 2-0 |
| 2    | FK Altyn Asyr      | 0   | 0 | 0 | 0 | 0 | 0  | 0  | 0    |  | FK Altyn Asyr              | - |   | - | -   |
| 3    | Dordoi Bichkek     | 0   | 0 | 0 | 0 | 0 | 0  | 0  | 0    |  | Dordoi Bichkek             | - | - |   | -   |
| 4    | FK Khodjent        | 0   | 1 | 0 | 0 | 1 | 0  | 2  | -2   |  | FK Khodjent                | - | - | - |     |

#### Groupe E
| Rang | Équipe            | Pts | J | G | N | P | Bp | Bc | Diff |  | Résultats (▼ dom., ► ext.) |   |     |   |     |
| ---- | ----------------- | --- | - | - | - | - | -- | -- | ---- |  | -------------------------- | - | --- | - | --- |
| 1    | Bashundhara Kings | 3   | 1 | 1 | 0 | 0 | 5  | 1  | +4   |  | Bashundhara Kings          |   | -   | - | 5-1 |
| 2    | Maziya            | 1   | 1 | 0 | 1 | 0 | 2  | 2  | 0    |  | Maziya                     | - |     | - | -   |
| 3    | Chennaiyin FC     | 1   | 1 | 0 | 1 | 0 | 2  | 2  | 0    |  | Chennaiyin FC              | - | 2-2 |   | -   |
| 4    | TC Sport          | 0   | 1 | 0 | 0 | 1 | 1  | 5  | -4   |  | TC Sport                   | - | -   | - |     |

#### Groupe F
| Rang | Équipe            | Pts | J | G | N | P | Bp | Bc | Diff |  | Résultats (▼ dom., ► ext.) |     |   |     |     |
| ---- | ----------------- | --- | - | - | - | - | -- | -- | ---- |  | -------------------------- | --- | - | --- | --- |
| 1    | Hô Chi Minh-Ville | 7   | 3 | 2 | 1 | 0 | 7  | 4  | +3   |  | Hô Chi Minh-Ville          |     | - | -   | -   |
| 2    | Yangon United     | 7   | 3 | 2 | 1 | 0 | 6  | 4  | +2   |  | Yangon United              | 2-2 |   | 1-0 | 3-2 |
| 3    | Hougang United    | 3   | 3 | 1 | 0 | 2 | 5  | 5  | 0    |  | Hougang United             | 2-3 | - |     | -   |
| 4    | Lao Toyota        | 0   | 3 | 0 | 0 | 3 | 3  | 8  | -5   |  | Lao Toyota                 | 0-2 | - | 1-3 |     |

#### Groupe G
| Rang | Équipe           | Pts | J | G | N | P | Bp | Bc | Diff |  | Résultats (▼ dom., ► ext.) |   |     |     |     |
| ---- | ---------------- | --- | - | - | - | - | -- | -- | ---- |  | -------------------------- | - | --- | --- | --- |
| 1    | Ceres-Negros     | 7   | 3 | 2 | 1 | 0 | 10 | 2  | +8   |  | Ceres-Negros               |   | 2-2 | 4-0 | 4-0 |
| 2    | Than Quảng Ninh  | 4   | 3 | 1 | 1 | 1 | 7  | 7  | 0    |  | Than Quảng Ninh            | - |     | -   | -   |
| 3    | Preah Khan Reach | 3   | 3 | 1 | 0 | 2 | 3  | 9  | -6   |  | Preah Khan Reach           | - | 1-4 |     | 2-1 |
| 4    | Bali United      | 3   | 3 | 1 | 0 | 2 | 5  | 7  | -2   |  | Bali United                | - | 4-1 | -   |     |

#### Groupe H
| Rang | Équipe          | Pts | J | G | N | P | Bp | Bc | Diff |  | Résultats (▼ dom., ► ext.) |     |     |     |     |
| ---- | --------------- | --- | - | - | - | - | -- | -- | ---- |  | -------------------------- | --- | --- | --- | --- |
| 1    | Tampines Rovers | 7   | 3 | 2 | 1 | 0 | 4  | 2  | +2   |  | Tampines Rovers            |     | -   | 2-1 | 2-1 |
| 2    | Kaya FC         | 5   | 3 | 1 | 2 | 0 | 3  | 1  | +2   |  | Kaya FC                    | 0-0 |     | -   | -   |
| 3    | PSM Makassar    | 4   | 3 | 1 | 1 | 1 | 5  | 4  | +1   |  | PSM Makassar               | -   | 1-1 |     | 3-1 |
| 4    | Shan United     | 0   | 3 | 0 | 0 | 3 | 2  | 7  | -5   |  | Shan United                | -   | 0-2 | -   |     |

#### Groupe I
| Rang | Équipe            | Pts | J | G | N | P | Bp | Bc | Diff |  | Résultats (▼ dom., ► ext.) |   |   |   |   |
| ---- | ----------------- | --- | - | - | - | - | -- | -- | ---- |  | -------------------------- | - | - | - | - |
| 1    | Kitchee SC        | 0   | 0 | 0 | 0 | 0 | 0  | 0  | 0    |  | Kitchee SC                 |   | - | - | - |
| 2    | Tatung FC         | 0   | 0 | 0 | 0 | 0 | 0  | 0  | 0    |  | Tatung FC                  | - |   | - | - |
| 3    | Chao Pak Kei      | 0   | 0 | 0 | 0 | 0 | 0  | 0  | 0    |  | Chao Pak Kei               | - | - |   | - |
| 4    | Vainqueur barrage | 0   | 0 | 0 | 0 | 0 | 0  | 0  | 0    |  | Vainqueur barrage          | - | - | - |   |